# Laura Hofmann
Laura Hofmann (geb. Winter; * 13. November 1993 in Seligenstadt) ist eine deutsche Fernseh- und Radiomoderatorin. 

## Leben und Ausbildung
Laura Hofmann wurde am 13. November 1993 in Seligenstadt geboren. Nach dem Abitur am Adolf-Reichwein-Gymnasium in Heusenstamm begann sie ein Jura-Studium an der Justus-Liebig-Universität Gießen, welches sie jedoch nicht abschloss. Stattdessen entschloss sie sich, eine Karriere im Journalismus zu verfolgen und absolvierte ein Volontariat als Hörfunkjournalistin bei Antenne Frankfurt. Parallel dazu studierte sie Sportmanagement an der IST-Hochschule.

## Werdegang
Ihre berufliche Laufbahn begann Laura Hofmann beim Radio. Nach ihrer Ausbildung bei Antenne Frankfurt arbeitete sie unter anderem als Morningshow-Moderatorin bei ENERGY Region Stuttgart, bei 104,6 RTL und bei Radio Hamburg, wo sie ebenfalls in der Morningshow an der Seite von John Ment moderierte.
Hofmanns erste Station im TV erfolgte für den Sender Sky Sport News, für den sie verschiedene Formate und Sendestrecken moderierte. Aus privaten Gründen beendete Hofmann ihre Arbeit für Sky im Jahr 2023.
Seit Januar 2024 ist Hofmann als Moderatorin der Baller League tätig. Das Format wurde von den Ex-Nationalspielern Mats Hummels und Lukas Podolski gestartet. Die Baller League gilt als eine moderne, unterhaltsame Form des Kleinfeldfußballs und wird auf Twitch, joyn und ProSieben MAXX übertragen. Darüber hinaus kam Hofmann in weiteren TV-Shows zum Einsatz, darunter für Pro7 bei der „Autoball-EM 2024“ zusammen mit Steven Gätjen und beim TV Total – Promi Wrestling, wo sie an der Seite von Sebastian Puffpaff moderierte.

## Privatleben
Laura Hofmann ist seit Juni 2023 mit dem Fußballer Jonas Hofmann verheiratet.